# Cape Paterson
Cape Paterson – miasto w Australii, w stanie Wiktoria.